# Näckrossläktet
Näckrossläktet eller vita näckrosor (Nymphaea) är ett växtsläkte i familjen näckrosväxter. Enligt Catalogue of Life finns det 56 arter i släktet Nymphaea Arterna är fleråriga och förekommer i hela världen. I Sverige finns endast arten vit näckros vildväxande. Näckrossläktet är nära släkt med gulnäckrossläktet (Nuphar). Skillnaderna är att hos vita näckrosor är kronbladen mycket större än foderbladen men hos de gulnäckrosorna är de fyra till sex gulfärgade foderbladen mycket större än kronbladen. En annan skillnad är att Nymphaea-arternas frukt sjunker ner under vattenytan när blomman vissnar, medan de gula näckrosornas blir kvar ovanför vattnet för att mogna.
De gamla egyptierna helgade vita näckrosor, eller lotus som de också kallades. Man har funnit rester av både egyptisk vitlotus och egyptisk blålotus i Ramses II:s grav. De egyptiska näckrosarterna ska inte förväxlas med arterna i lotussläktet (Nelumbo) som tillhör en annan familj - lotusväxterna.

## Arter
I Catalogue of Life listas följande arter:
- Nymphaea alba - Vit näckros
- Nymphaea alexii
- Nymphaea amazonum
- Nymphaea ampla
- Nymphaea atrans
- Nymphaea belophylla
- Nymphaea borealis
- Nymphaea candida
- Nymphaea carpentariae
- Nymphaea conardii
- Nymphaea daubenyana
- Nymphaea dictyophlebia
- Nymphaea divaricata
- Nymphaea elegans - Golfnäckros
- Nymphaea elleniae
- Nymphaea gardneriana
- Nymphaea georginae
- Nymphaea gigantea - Jättelotus
- Nymphaea glandulifera
- Nymphaea gracilis
- Nymphaea hastifolia
- Nymphaea heudelotii
- Nymphaea hybrida
- Nymphaea immutabilis
- Nymphaea jacobsii
- Nymphaea jamesoniana
- Nymphaea kimberleyensis
- Nymphaea lasiophylla
- Nymphaea leibergii
- Nymphaea lingulata
- Nymphaea lotus - Egyptisk vitlotus
- Nymphaea lukei
- Nymphaea macrosperma
- Nymphaea maculata
- Nymphaea marliacea
- Nymphaea mexicana
- Nymphaea micrantha
- Nymphaea minuta
- Nymphaea noelae
- Nymphaea nouchali - Stjärnlotus (Underarter: Bronslotus, Dvärglotus, Egyptisk blålotus och Kaplotus)
- Nymphaea novogranatensis
- Nymphaea odorata - Doftnäckros
- Nymphaea ondinea
- Nymphaea oxypetala
- Nymphaea potamophila
- Nymphaea prolifera
- Nymphaea pulchella
- Nymphaea rudgeana
- Nymphaea stuhlmannii
- Nymphaea sulphurea
- Nymphaea tenuinervia
- Nymphaea tetragona - Finsk näckros
- Nymphaea thermarum
- Nymphaea thiona
- Nymphaea vanildae
- Nymphaea vaporalis

## Hybrider
- Kvicklotus (N. × daubenyana )
- Smånäckros (N. × laydekeri)
- Gul smånäckros (N. × helvola)